# Anagyrus-Maler

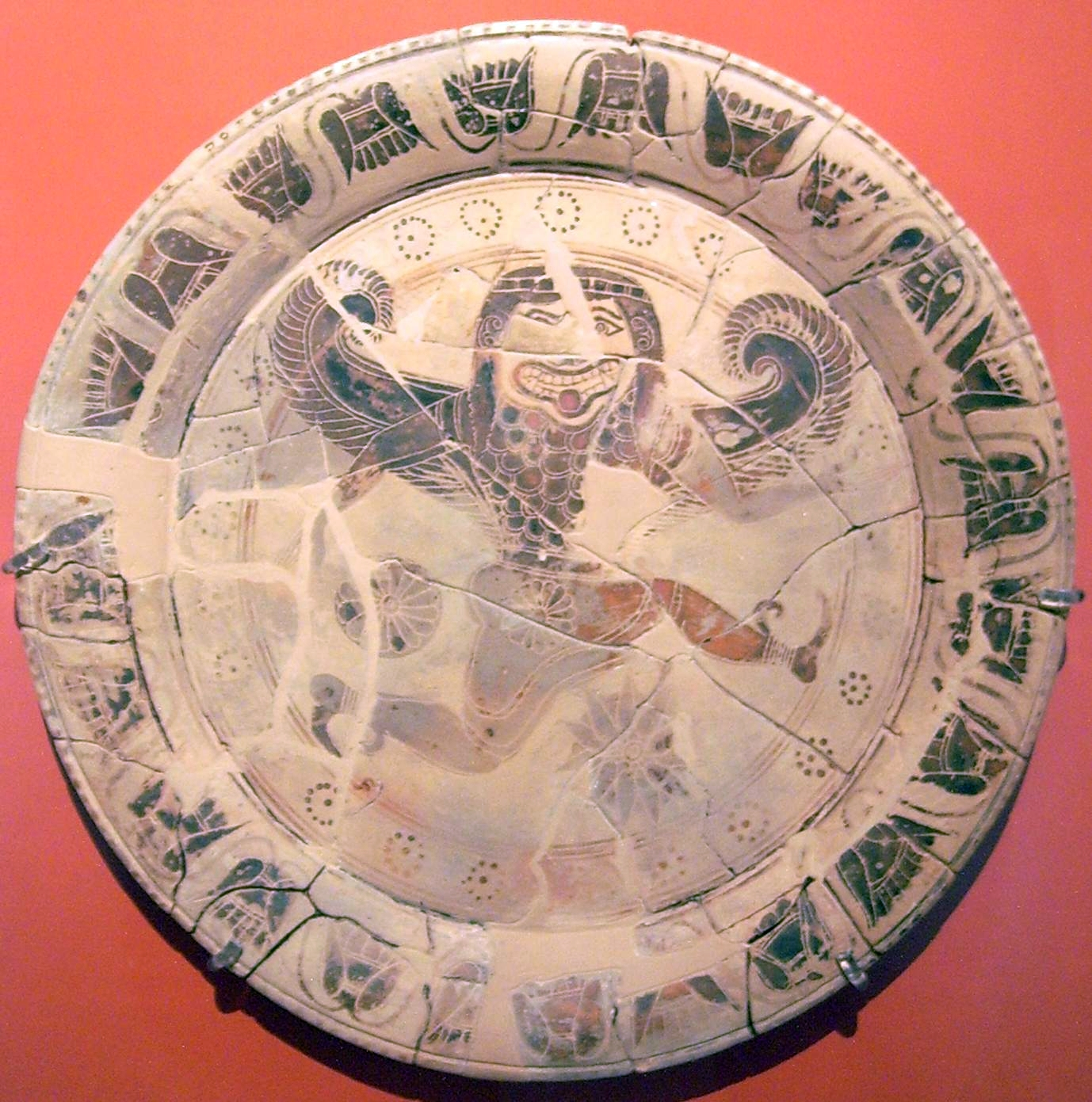
Teller mit Gorgonendarstellung; um 600/575 v. Chr.; Archäologisches Nationalmuseum Athen

Der Anagyrus-Maler war ein Vasenmaler des frühen attisch-schwarzfigurigen Stils im 1. Viertel des 6. Jahrhunderts v. Chr.
Die Werke des Anagyrus-Malers wurden nur im attischen Binnenland, vor allem in Vari (in der Antike Anagyros, daher der Notname) gefunden, bisher nicht in Athen selbst. Es wird daher vermutet, dass er nicht in Athen tätig war und nur einen begrenzten Raum belieferte. Anders als zahlreiche andere attische Vertreter der schwarzfigurigen Vasenmalerei bemalte er keine Lekaniden, sondern andere Gefäßformen wie Amphoren, Kantharoi, Kelche, Oinochoen und Teller.